# 汝訥
汝讷（1433年—1493年），字行敏，号周庵，南直隸吳江縣人，明朝政治人物、書法家。

## 生平
父早卒，由祖母吕氏照料。少從進士奚昌學習《尚書》。景泰四年（1453年）舉應天鄉試，數次會試落第，以优等试荐修《英庙实录》。成化三年（1467年）《实录》成，授中书舍人。擢南京兵部武選司員外郎，遷郎中。出為福建汀州府知府，丁憂去職。服闕，改江西南安府知府。弘治六年（1493年）解职还乡，是年秋，以腰病不能起，七月七日病殁。

## 著作
工書法，“得晋人笔意”，小楷尤可愛，士大夫爭取之。。著有《學鳴集》《学鸣集》《北游稿》、《怀麓堂集》、《匏翁家藏集》等。

## 家族
曾祖汝琪，祖汝璣，父汝思逺。
子汝舟，汝礪，汝霖。女婿吳鋆。